# Unió Democràtica del Poble Ruandès
La Unió Democràtica del Poble Ruandès (francès Union Démocratique du Peuple Rwandais, UDPR) és un partit polític de Ruanda.

## Història
El partit es va establir el 1992. Es va unir a l'aliança dirigida pel Front Patriòtic Ruandès (FPR) a les Eleccions parlamentàries ruandeses de 2003, en els quals va obtenir un únic escó. Va romandre com a part de l'aliança a les eleccions parlamentàries ruandeses de 2008, mantenint el seu únic escó. No obstant això, va perdre el seu escó a les eleccions parlamentàries ruandeses de 2013.